# Winden am Aign
Winden am Aign ist ein Gemeindeteil des Marktes Reichertshofen im oberbayerischen Landkreis Pfaffenhofen an der Ilm.

## Geschichte
Die Gemeinde Winden am Aign bestand aus dem Hauptort sowie den Dörfern Agelsberg und Au am Aign. Im Zuge der Gebietsreform zur Neugliederung Bayerns in Landkreise und kreisfreie Städte wurden die Gemeinden Hög, Langenbruck und Winden am Aign am 1. Juli 1972 als neue Ortsteile von Reichertshofen eingemeindet.
Als Bindeglied zwischen diesen Gemeindeteilen und dem Zentrum der Gesamtgemeinde Reichertshofen liegen, östlich des Industrie- und Gewerbegebietes „Reichertshofen‑Ost“ drei Ortsteile aus der ehemaligen Gemeinde Winden am Aign. Um 1200 erstmals urkundlich genannt, ist der Name dieses Ortsteiles 1276 „Winden auf dem acigen“ und erinnert daran, dass ursprünglich die Siedlung von fremden, neuzugezogenen Siedlern gegründet wurde.

## Geographie und Verkehrsanbindung
Winden am Aign liegt östlich des Kernortes Reichertshofen, im Westen der A 9 und nördlich der B 300. Winden ist circa einmal pro Stunde über die Buslinie 18 mit Reichertshofen verbunden. Im Norden verläuft die Bahnstrecke Ingolstadt–Pfaffenhofen. Der nächstgelegene Bahnhof befindet sich etwa 4 Kilometer nordöstlich in Baar-Ebenhausen.
Am westlichen Ortsrand fließt der Langenbrucker Bach und am östlichen Ortsrand der Auer Bach.

## Bevölkerungsentwicklung
| Jahr | Einwohner |
| ---- | --------- |
| 2000 | 744       |
| 2001 | 841       |
| 2002 | 784       |
| 2003 | 756       |
| 2004 | 770       |
| 2005 | 781       |
| 2006 | 776       |
| 2007 | 784       |
| 2008 | 799       |
| 2009 | 778       |

## Sehenswürdigkeiten

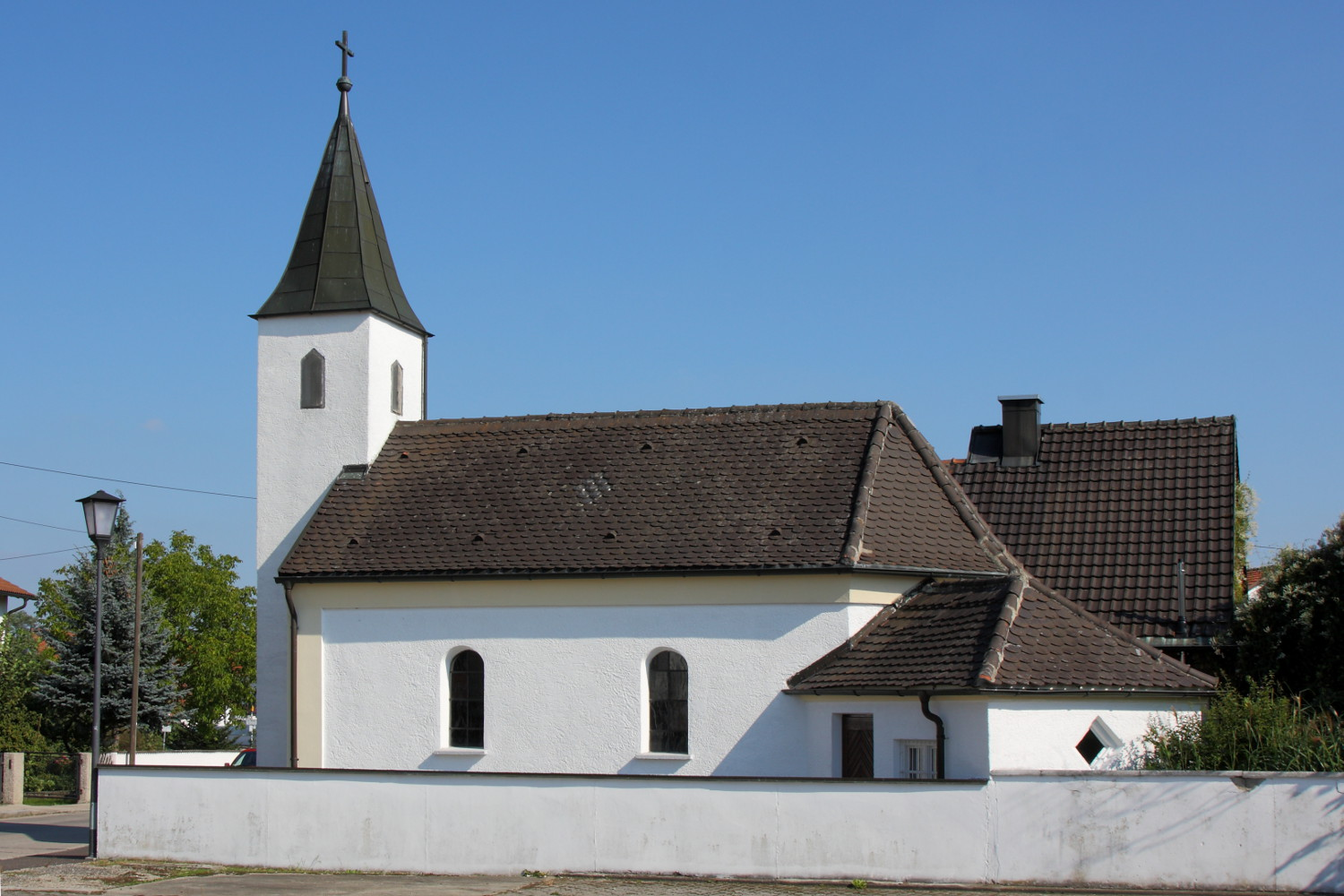
Katholische Ortskapelle Winden am Aign

In der Liste der Baudenkmäler in Reichertshofen ist für Winden am Aign die katholische Ortskapelle als Baudenkmal aufgeführt. Der verputzte Satteldachbau wurde um das Jahr 1900 errichtet.

## Kontroversen
Mitte März 2015 wurde bekannt, dass der Landrat des Landkreises Pfaffenhofen an der Ilm die Unterbringung von circa 130 Asylbewerber in einer ehemaligen Gaststätte plane. Nach Bürgerprotesten, Gründung einer Bürgerinitiative und Start einer Onlinepetition, verständigten sich die Zuständigen auf eine Unterbringung von ca. 70 Personen. Am 8. Juli 2015 wurde bekannt gegeben, dass der Reichertshofener Bauausschuss den Umbaumaßnahmen zu 22 Zimmern mit insgesamt 67 Betten zugestimmt habe. In der Nacht zum 16. Juli 2015 wurde auf das vorgesehene Gebäudeensemble ein Brandanschlag verübt, bei dem das als Lager vorgesehene Gebäude ausbrannte und das Unterkunftsgebäude beschädigt wurde.